# هانس هافرکمپ
هانس هافرکمپ (انگلیسی: Hans Haferkamp; ۱۱ اکتبر ۱۹۲۱ – ۳۰ ژوئن ۱۹۷۴) بازیکن فوتبال اهل آلمان بود.
از باشگاه‌هایی که در آن بازی کرده‌است می‌توان به باشگاه فوتبال اسنابروک اشاره کرد.
وی همچنین در تیم ملی فوتبال آلمان بازی کرده‌است.